# Canistrum aurantiacum
Canistrum aurantiacum là một loài thực vật có hoa trong họ Bromeliaceae. Loài này được E.Morren mô tả khoa học đầu tiên năm 1873.

## Hình ảnh

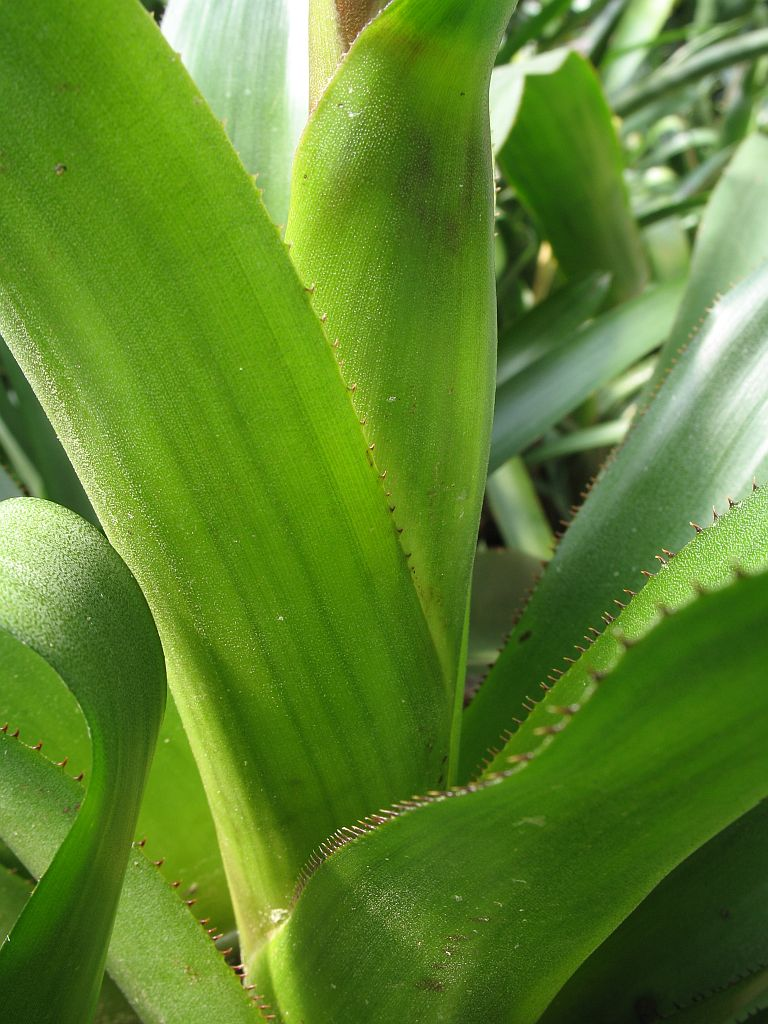
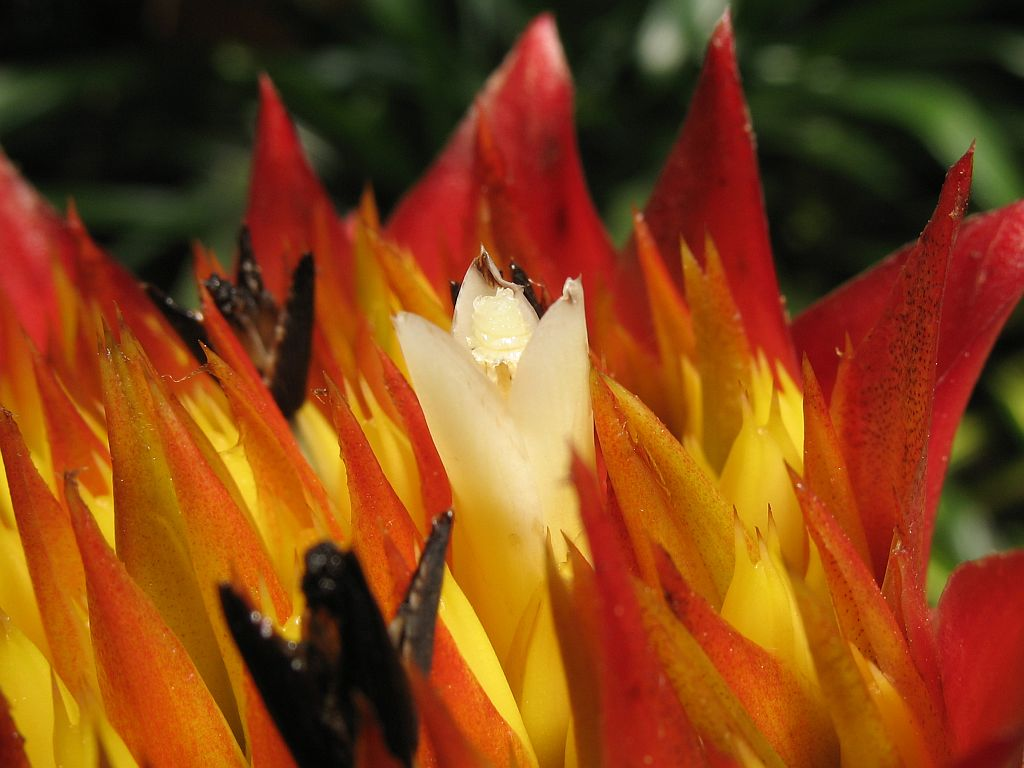